# Lac d'Annone
Le lac d'Annone est situé dans la province de Lecco, en Lombardie. 
Il est situé dans la partie nord de la Brianza, à l'embouchure de la vallée de la Magrera, à l'ouest de la ville de Lecco.
Les deux péninsules d'Isella et d'Annone le divisent en deux bassins, reliées par un étroit canal de quelques mètres de large. Les villes de Annone di Brianza, Suello, Civate, Galbiate et Oggiono surplombent le lac d'Annone. 
Les affluents du bassin est sont les ruisseaux suivants: 
- Cologna ;
- Bondì ;
- Rossa ;
- Laghetto ;
- Bomboldo ;
- Bosisolo ;
- Sabina.

Les affluents du bassin ouest sont les suivants : 
- Pescone ;
- Calchirola ;
- Pramaggiore ;
- Borima.

Le rio Torto est l'unique émissaire du lac. Il se jette dans l'Adda et appartient donc au bassin du Pô.